# Jacobus Typotius

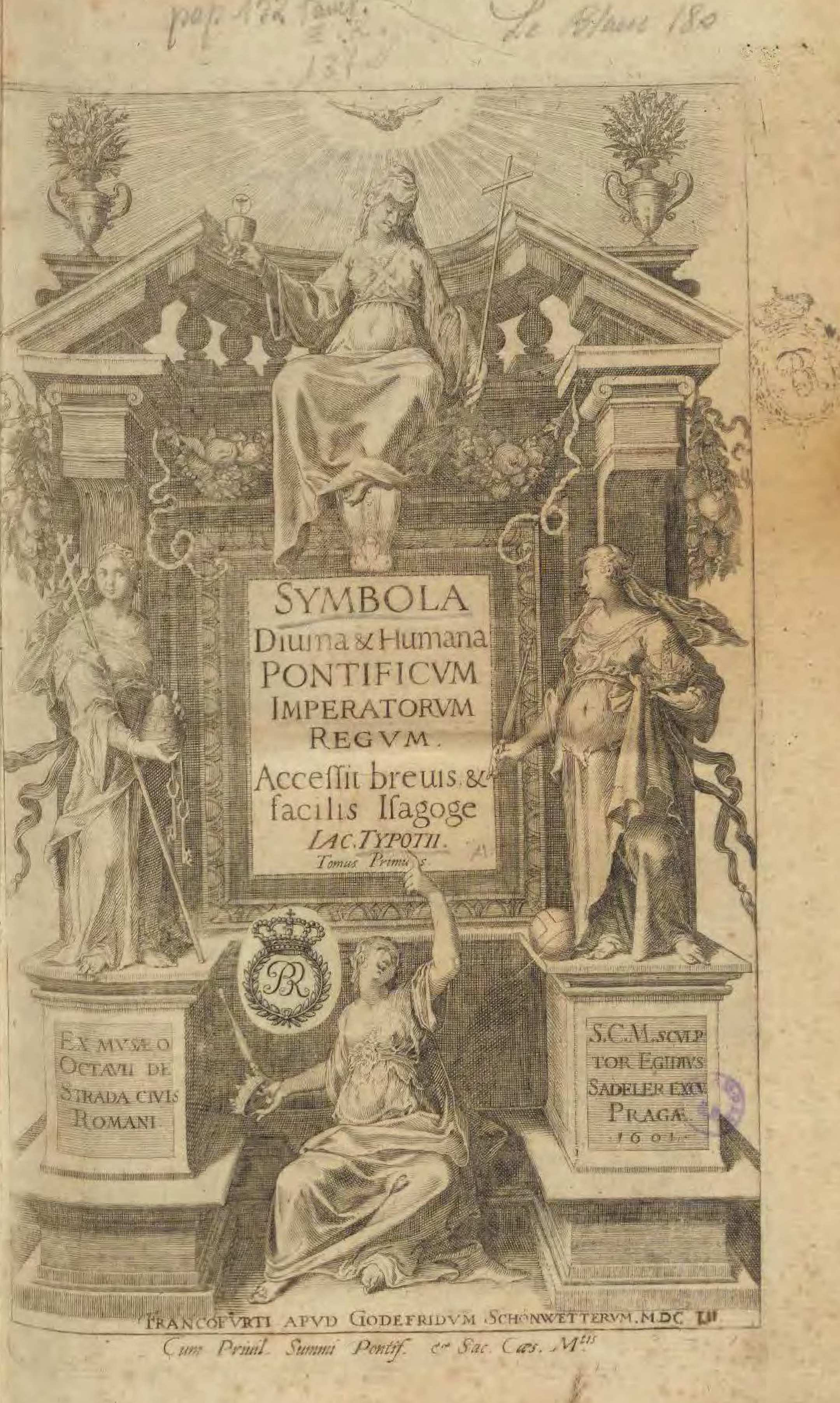
Jacob Typot: Symbola diuina et humana Pomtificum, Imperatorum, Regum..., Praga, 1601-1603. Frontispicio del tomo I grabado por Aegidius Sadeler. Biblioteca Nacional de España.

Jacob Typot, latinizado Jacobus Typotius (Diest, 1540-Praga, 1601) fue un humanista flamenco. Natural de Diest, en el Ducado de Brabante, tras una temporada en Italia enseñando derecho fue llamado a su servicio por Juan III de Suecia, que le colmó de honores. Murió en Praga, sirviendo como historiador en la corte del emperador Rodolfo II. 
Autor de oraciones fúnebres como la nenia in mortem Philippi II, regis Hispaniarum (Fráncfort, 1600), y de títulos como De Fortvna, libri II (Fráncfort, 1595), Threnus Poloniae (Halle, 1598) y la Relatio historica de regno Sveciæ (Fráncfort, 1605), Typot es célebre principalmente por la influyente colección de emblemas Symbola diuina et humana Pomtificum, Imperatorum, Regum: accessit breuis & facilis isagoge, publicada en tres volúmenes en Praga entre 1601 y 1603, con sus comentarios a las empresas o divisas de papas, emperadores, reyes, príncipes y duques procedentes del museo de empresas reunido por Octavio Strada con grabados de Aegidius Sadeler, si bien los comentarios de los jeroglíficos contenidos en el tercer volumen se deben a Anselmus de Boodt.

## Galería

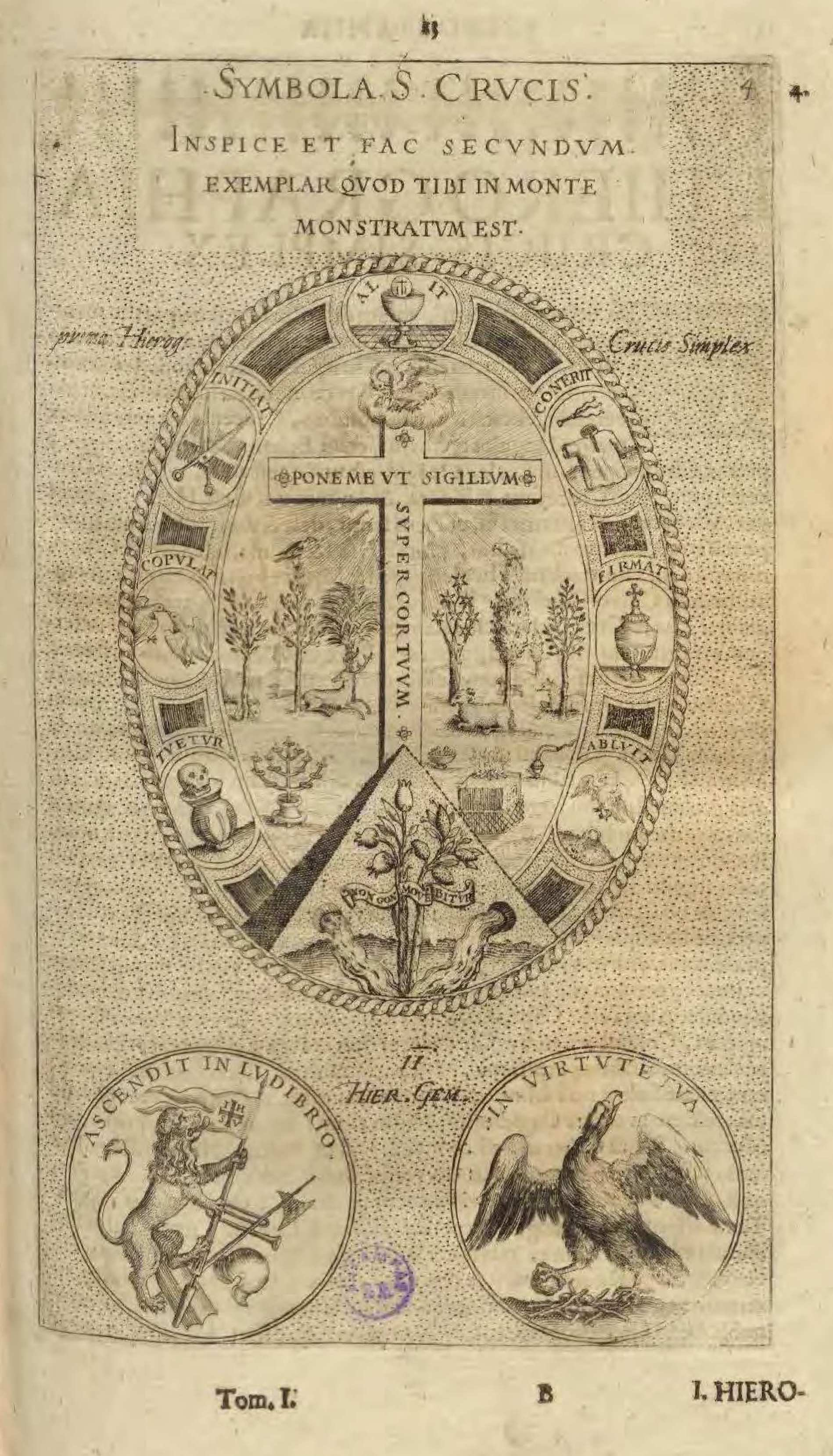
Jacob Typot: Symbola diuina et humana Pomtificum, Imperatorum, Regum..., Praga, 1601. Símbolos de la Cruz.
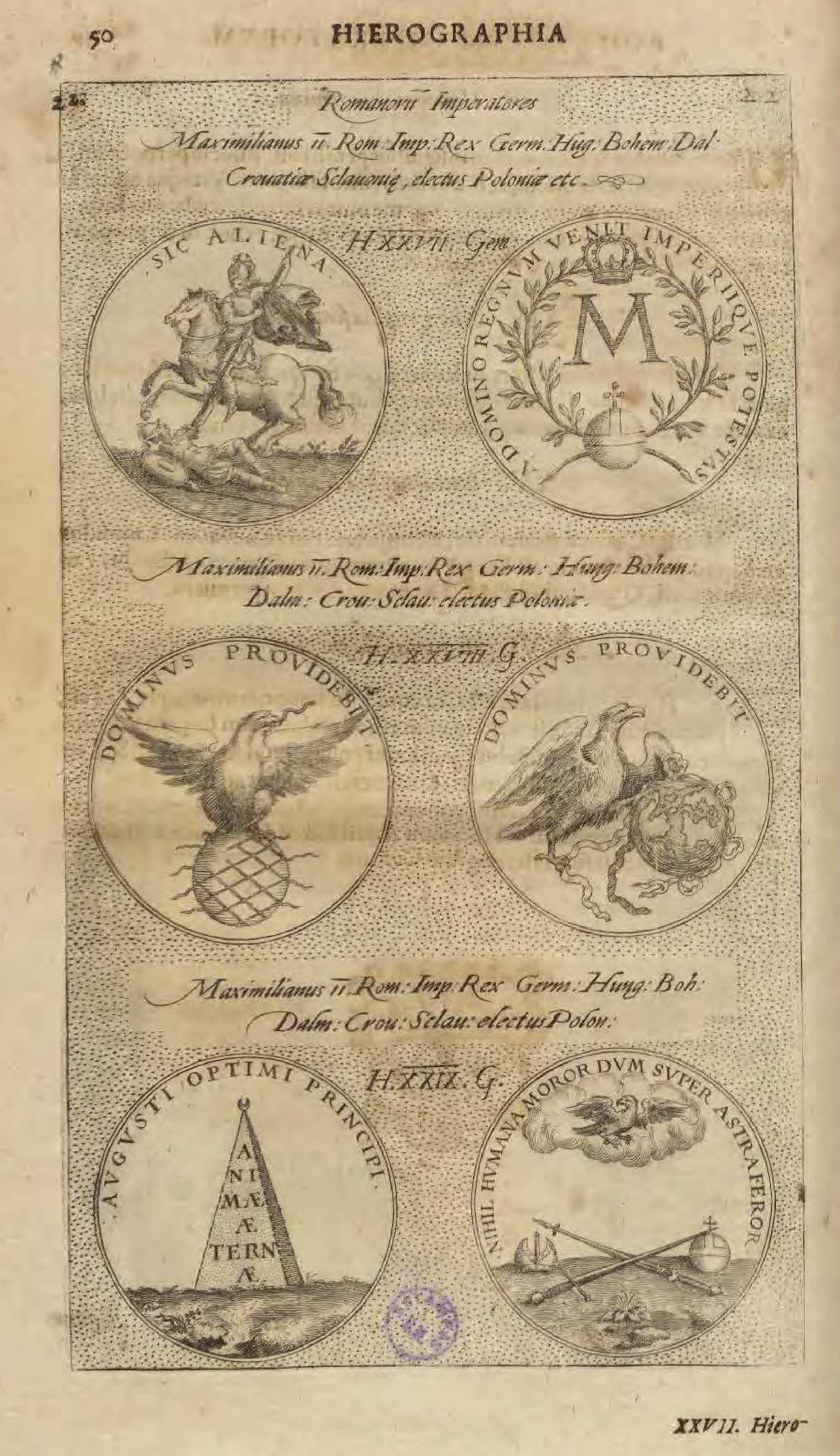
Jacob Typot: Symbola diuina et humana Pomtificum, Imperatorum, Regum..., Praga, 1601. Jeroglíficos del emperador Maximiliano II.
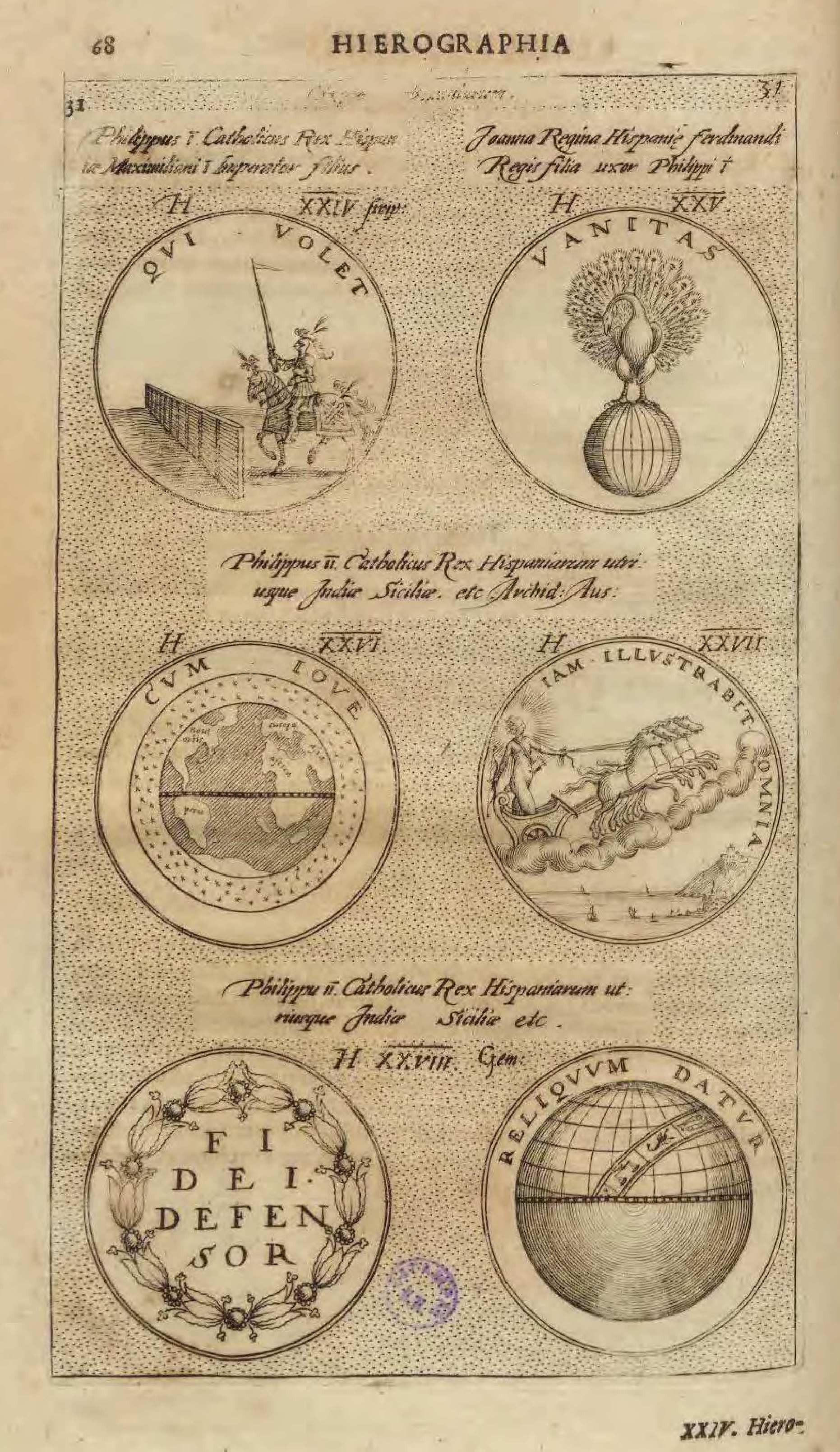
Jacob Typot: Symbola diuina et humana Pomtificum, Imperatorum, Regum..., Praga, 1601. Jeroglíficos de los reyes de España Felipe I, Juana I y Felipe II.
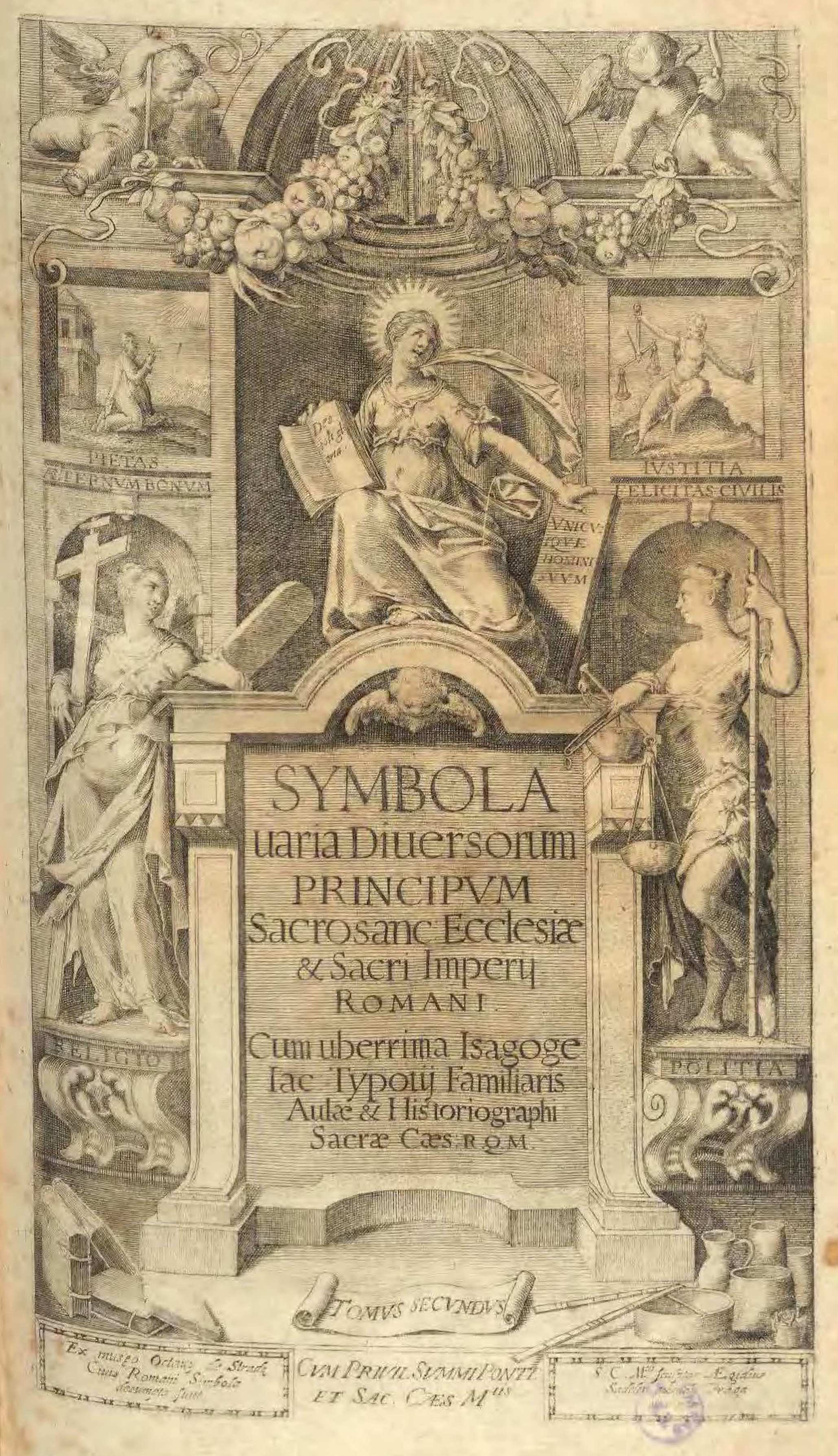
Jacob Typot: Symbola diuina et humana Pomtificum, Imperatorum, Regum..., Praga, 1601. Frontispicio del tomo II.
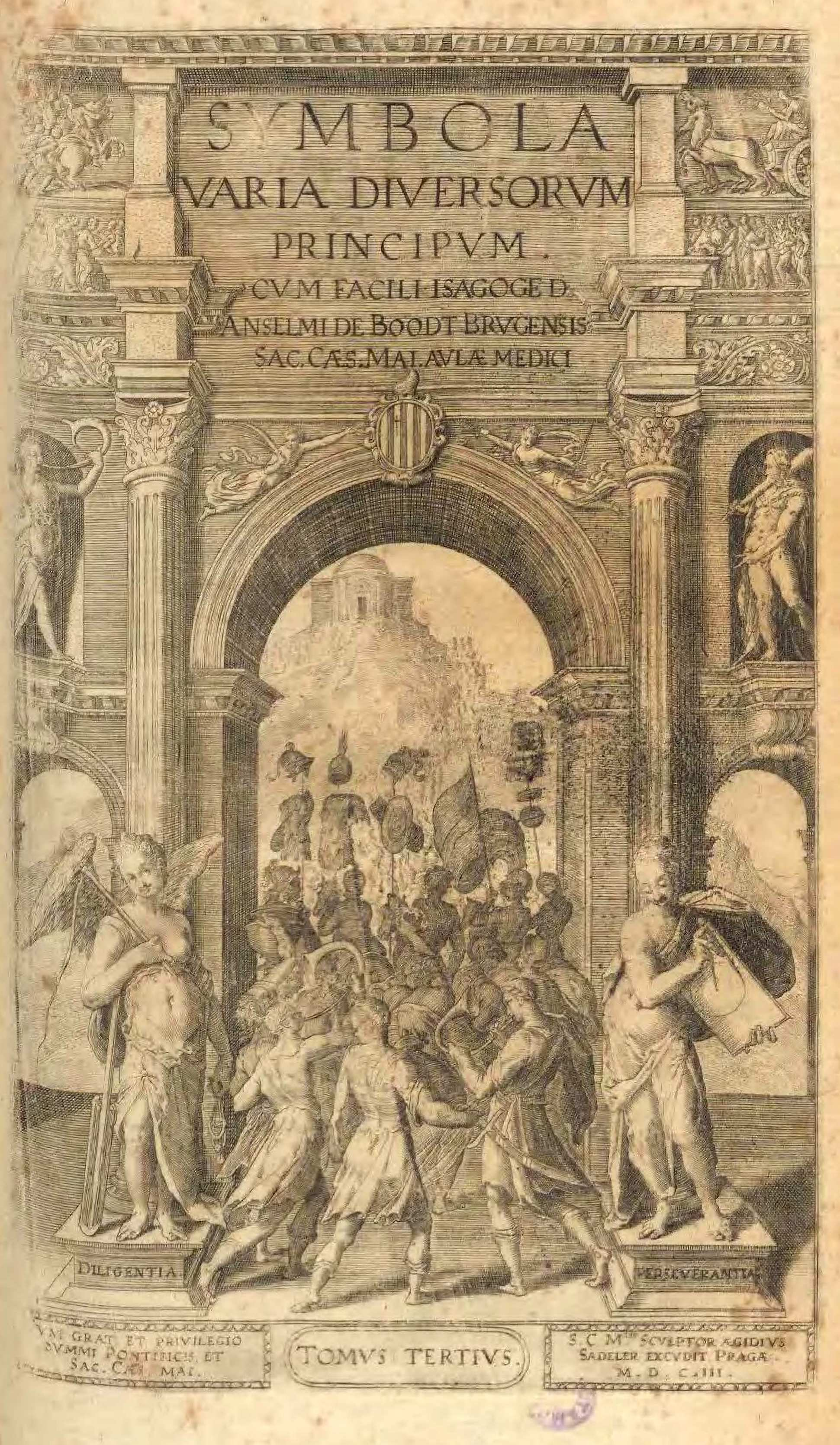
Jacob Typot: Symbola diuina et humana Pomtificum, Imperatorum, Regum..., Praga, 1603. Frontispicio del tomo III.